# Pterichis habenarioides
Pterichis habenarioides là một loài thực vật có hoa trong họ Lan. Loài này được (F.Lehm. & Kraenzl.) Schltr. miêu tả khoa học đầu tiên năm 1920.